# Liste des conseillers régionaux du Cantal
Les conseillers régionaux du Cantal sont élus dans le cadre des élections régionales pour siéger au conseil régional d'Auvergne-Rhône-Alpes.

## Mandature 2021-2028
Pour cette mandature, ce sont à nouveau 4 conseillers régionaux qui représentent le département lors de cette mandature.

### Répartition par groupe politique
| Groupe politique                                              | Nom                | Parti | Parti |
| ------------------------------------------------------------- | ------------------ | ----- | ----- |
| Les Républicains, Divers droite, Société civile et Apparentés | Bruno Faure        |       | LR    |
| Les Républicains, Divers droite, Société civile et Apparentés | Angélique Brugeron |       | LR    |
| Les Républicains, Divers droite, Société civile et Apparentés | Stéphane Sautarel  |       | LR    |
| UDI, Centristes et Apparentés                                 | Martine Guibert    |       | UDI   |

### Élus membres de l'exécutif
- Bruno Faure, conseiller spécial chargé de l’Auvergne.

## Mandature 2015-2021
Le Cantal compte 4 conseillers régionaux au niveau du département sur les 204 élus du conseil régional d'Auvergne-Rhône-Alpes.

### Répartition par groupe politique
| Groupe politique                                   | Nom                 | Parti | Parti |
| -------------------------------------------------- | ------------------- | ----- | ----- |
| Les Républicains, divers droite et société civile  | Alain Marleix       |       | LR    |
| Les Républicains, divers droite et société civile  | Angélique Brugeron, |       | LR    |
| Union des démocrates et indépendants               | Martine Guibert     |       | UDI   |
| Socialistes, démocrates, écologistes et apparentés | Dominique Bru       |       | PS    |

### Élus membres de l'exécutif
- Martine Guibert, 10e vice-présidente déléguée aux politiques sociales, à la santé et à la famille jusqu'en septembre 2017, puis 7e vice-présidente déléguée aux transports.

## Mandature 2010-2015
Le Cantal compte 5 conseillers régionaux sur les 47 élus qui composent l'assemblée du conseil régional d'Auvergne, issue des élections des 14 et 21 mars 2010.

### Répartition par groupe politique
| Groupe politique                  | Nom                | Parti | Parti |
| --------------------------------- | ------------------ | ----- | ----- |
| Groupe Socialiste et Républicain  | Marc Maisonneuve   |       | PS    |
| Groupe Socialiste et Républicain  | Dominique Bru      |       | PS    |
| Groupe Europe Ecologie Les Verts  | Lionel Roucan      |       | EELV  |
| Groupe de l'Union pour l'Auvergne | Annick Boussac     |       | UMP   |
| Groupe de l'Union pour l'Auvergne | Jean-Antoine Moins |       | UMP   |

### Élus membres de l'exécutif
- Dominique Bru, 6e vice-présidente chargée des Lycées et du Développement Territorial par la Formation

- Lionel Roucan, 11e vice-président chargé de la Prospective et du Développement Durable